# Ashanti Alston
Ashanti Omowali Alston (nascido em 1954) é um militante anarquista, palestrante, escritor, e ex-membro do Partido dos Panteras Negras e do Exército de Libertação Negra. De 1974 a 1985, ele passou um período na prisão por assalto a banco, o que o levou a se envolver ainda mais na política. Ele está atualmente no Comitê Diretivo do Movimento de Jericho para libertar o que eles chamam de “prisioneiros políticos” nos Estados Unidos. Alston mora em Providence, Rhode Island.

## Juventude
Alston cresceu no centro da cidade de Plainfield, New Jersey, que ele descreveu como sendo, na época, "Niggertown com todos os costumes e tradições de racismo, sexismo e impotência". Alston tinha 11 anos durante o assassinato de Malcolm X e 13 anos durante os distúrbios de Newark em 1967, eventos que ocorreram perto de sua cidade natal, Plainfield. Em uma entrevista de 2010, Alston disse que não se lembrava da morte de Malcolm X em 1965, mas começou a entender o significado do legado de Malcolm quando rebeliões ocorreram nos Estados Unidos em 1967. Alston descreveu o impacto de ver a cópia da autobiografia de Malcolm X de seu irmão mais velho com o subtítulo "ex-cafetão, vigarista, ladrão, que se torna líder da Revolução Negra", o que demonstrou a ele que "pessoas que vêm desse tipo de contexto podem desempenhar um papel heróico na luta. " Ele também se lembrou de como testemunhar a rebelião de Plainfield em 1967 deu a ele "uma imagem de homens e mulheres negros em papéis heróicos em nossa comunidade, destruindo todos os mitos sobre sermos 'niggers', todas essas coisas".
Tanto o assassinato de Malcolm X quanto os distúrbios de Newark influenciaram a decisão de Alston de se juntar ao Partido dos Panteras Negras aos 17 anos, já que ele acreditava que os Panteras estavam "levando os ensinamentos de Malcolm para o próximo nível". Nesta época, Alston compareceu às reuniões da Nação do Islã, apesar de não ser um membro. Ele também sentia um forte desdém pelos brancos; no entanto, ao se juntar aos Panteras, ele mudou de opinião.

## Black Panther Party, Black Liberation Army e prisão
Em 1971, em face do julgamento do Panther 21, que viu vários de seus companheiros possivelmente enfrentando a pena de morte, Alston se juntou ao Exército de Libertação Negra, um grupo derivado dos Panteras que defendia e tentava a luta armada contra o governo dos Estados Unidos . Em 1974, ele foi detido e encarcerado por 11 anos por participar de um assalto com o objetivo de arrecadar fundos para o BLA. Alston credita seu tempo na prisão por ajudá-lo a aprender sobre movimentos políticos, teorias econômicas, organizações políticas, religião e teorias de guerrilha. Durante este tempo ele se tornou um anarquista, em contraste com o marxismo-leninismo e o maoísmo explorados pelo Partido dos Panteras Negras. Enquanto estava preso, Alston também se desiludiu com o BLA, principalmente devido ao seu endosso às drogas, pois entendia que a intenção do BLA era a libertação das comunidades negras da tirania e influência das drogas da época.
Alston observou muito sexismo durante seu tempo no Partido dos Panteras Negras, apesar da intenção declarada do grupo de pomover a igualdade de gênero, que ele não percebeu completamente até sua passagem pela prisão. No entanto, ele reconheceu que algumas mulheres ainda se sentiam fortalecidas pelo Partido dos Panteras Negras para lutar contra o sexismo, apesar de vivê-lo dentro do partido, lembrando: "As irmãs diriam que, porque todos tinham armas, havia certas maneiras de dizerem a um irmão 'você não vai mexer comigo, eu não vou ser seu objeto sexual porque eu tenho uma arma'."

## Vida pessoal
Em 1984, Alston casou-se com uma companheira do BPP e membro do BLA, Safiya Bukhari.